# Herrenseegraben (Jerichower Land)
Die Flusslandschaft Herrenseegraben liegt im Landkreis Jerichower Land und gehört zum Biosphärenreservat Mittelelbe. Er folgt dem Verlauf der Alten Elbe und ist nicht schiffbar. Seine Gesamtlänge beträgt 14 km.

## Beschreibung
Der Herrenseegraben beginnt am Westufer des Parchauer Sees mit den Zuflüssen Mohrslakegraben und Noosdorfer Graben. Weiter verläuft er durch den Güldensee und den Gehrendschen See bei Ihleburg, vorbei an Zerben durch den Herrensee. Bei Parey erweitert er sich zu mehreren kleinen Seen, bevor er in Kühns Loch mündet.
In den Pareyer Gewässern haben sich Nutria angesiedelt. Diese Seen trocknen auch im Sommer nicht aus, während der flache Graben schon im Frühling oft kein Wasser mehr führt.

## Zusammenfluss

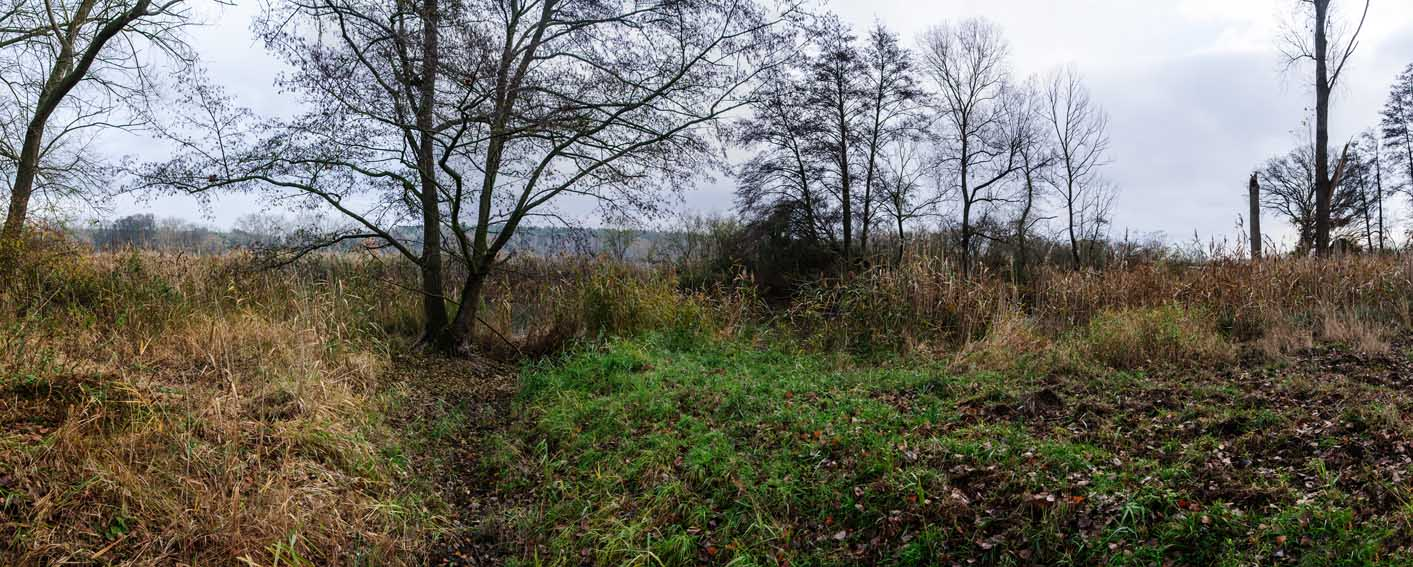
Mündung des Mohrslakegrabens
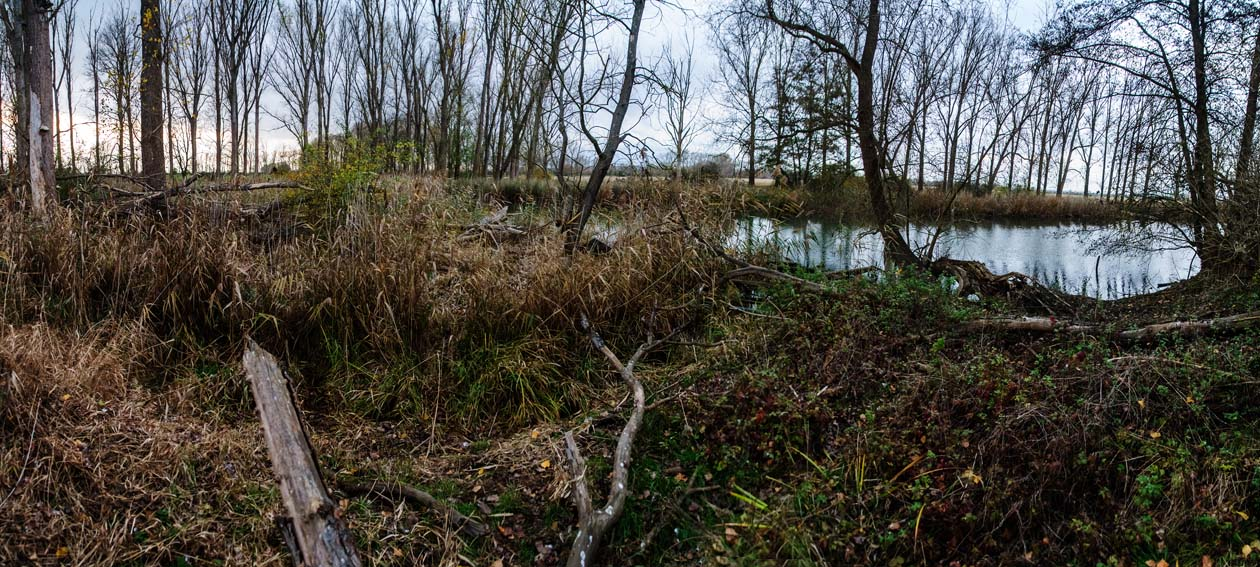
Mündung des Noosdorfer Grabens
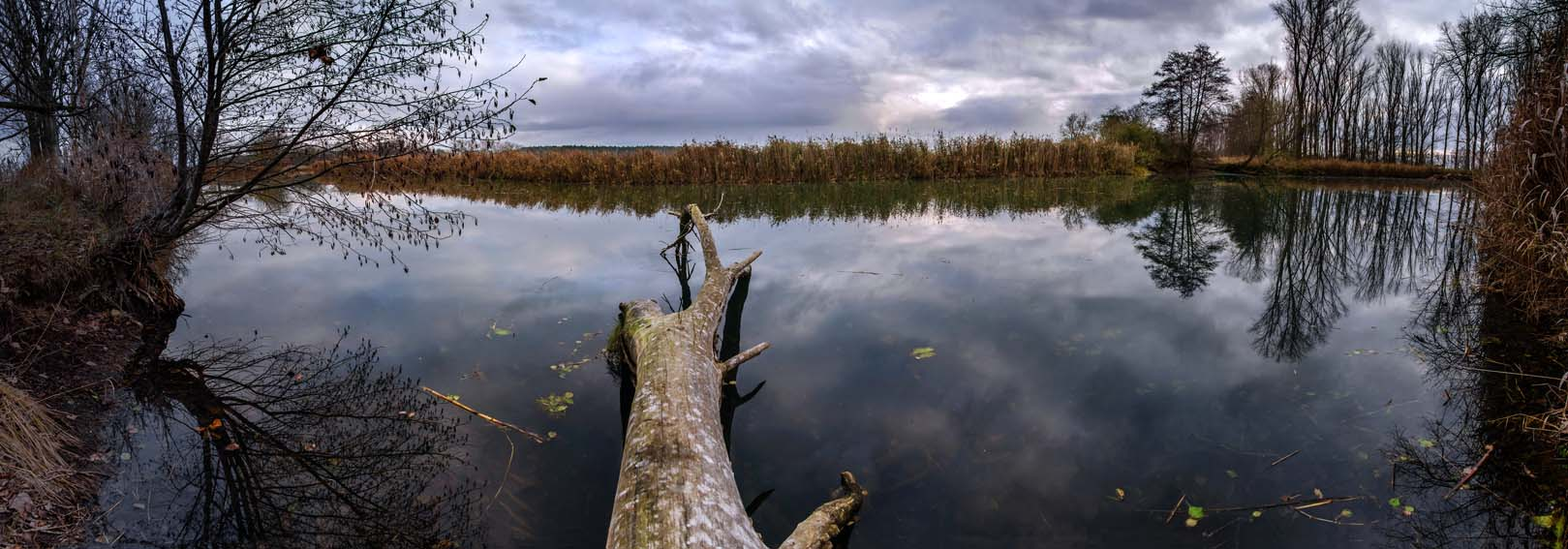
Nordwestufer, Blick nach Westen
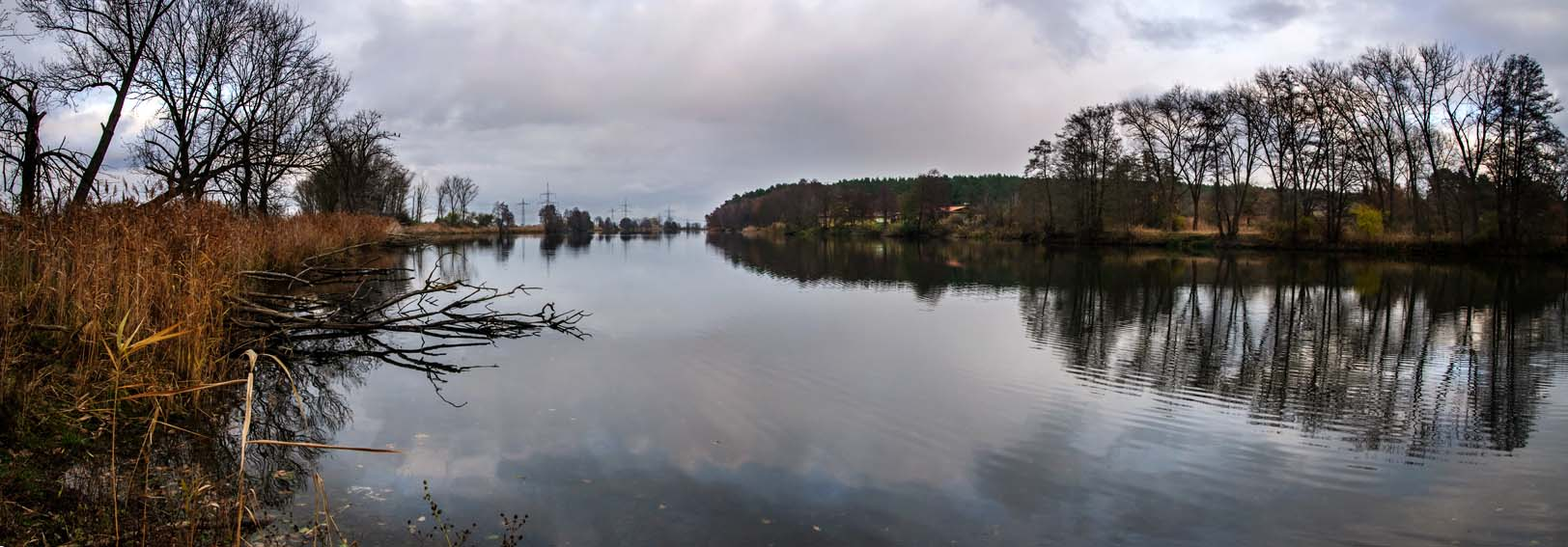
Nordwestufer, Blick nach Osten

## Durchflossene Seen
| Nummer | Ansicht        | Name             | Ort      | Fläche                | Lage  |
| ------ | -------------- | ---------------- | -------- | --------------------- | ----- |
| 01     | west mitte ost | Parchauer See    | Parchau  | 17,5 ha 7,5 ha 7,0 ha | Karte |
| 02     | süd nord       | Güldensee        | Ihleburg | 0,5 ha 2,8 ha         | Karte |
| 03     |                | Gehrendscher See | Ihleburg | 2,5 ha                | Karte |
| 04     |                | Herrensee        | Zerben   | 2,0 ha                | Karte |
| 05     |                | ‚Am alten Deich‘ | Parey    | 0,3 ha                | Karte |
| 06     | süd nord       | ‚An der MTS‘     | Parey    | 0,3 ha 0,5 ha         | Karte |
| 07     |                | Mühlenlanke      | Parey    | 1,0 ha                | Karte |

## Biosphärenreservat Mittelelbe Fauna

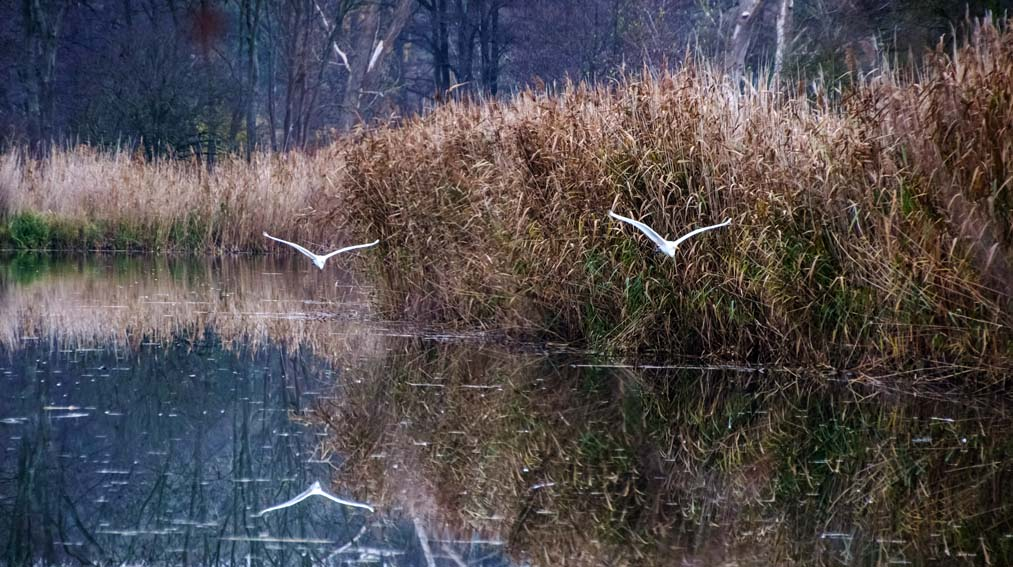
Nutria im Parchauer See
- Silberreiher am Parchauer See
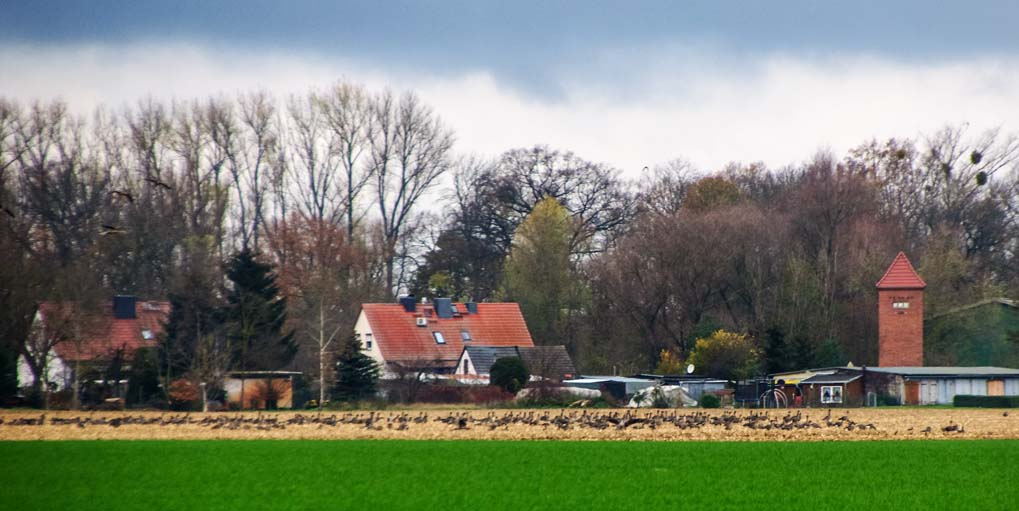
Gänse auf dem Feld am Parchauer See

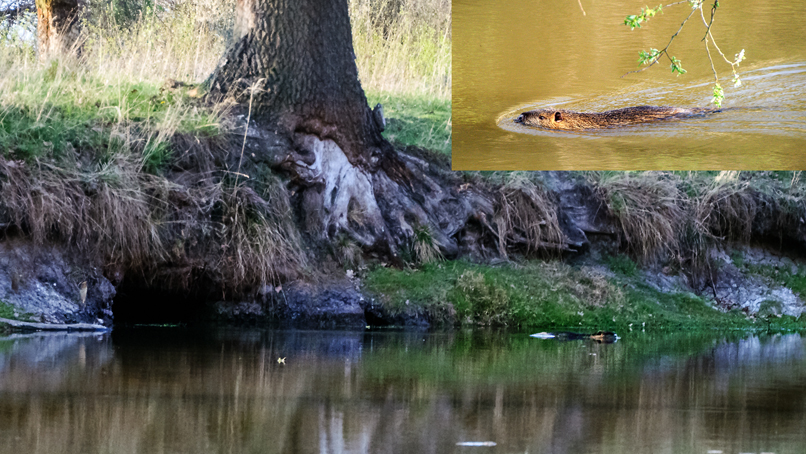
Nutria vor dem Erdbau bei Parey
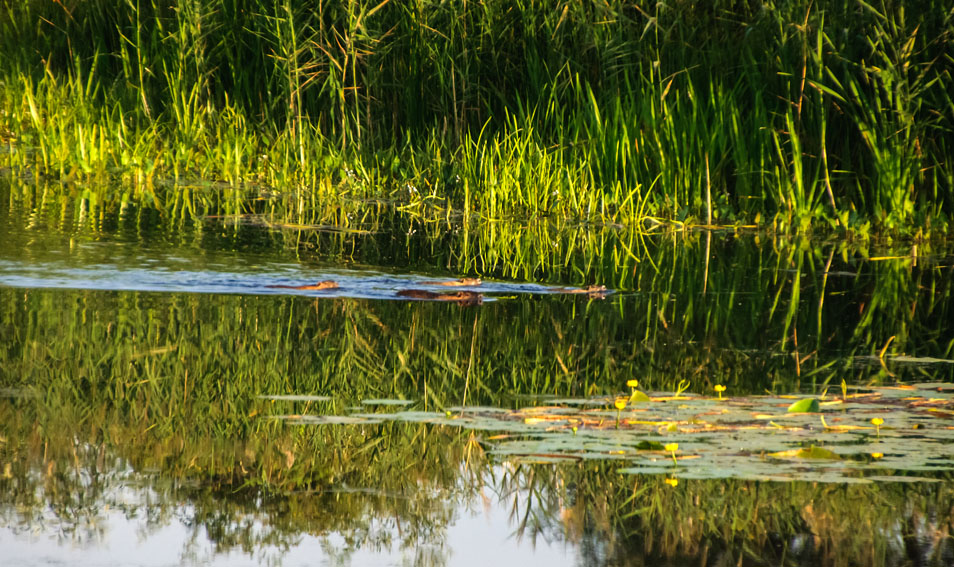
Biber Familie bei Parey
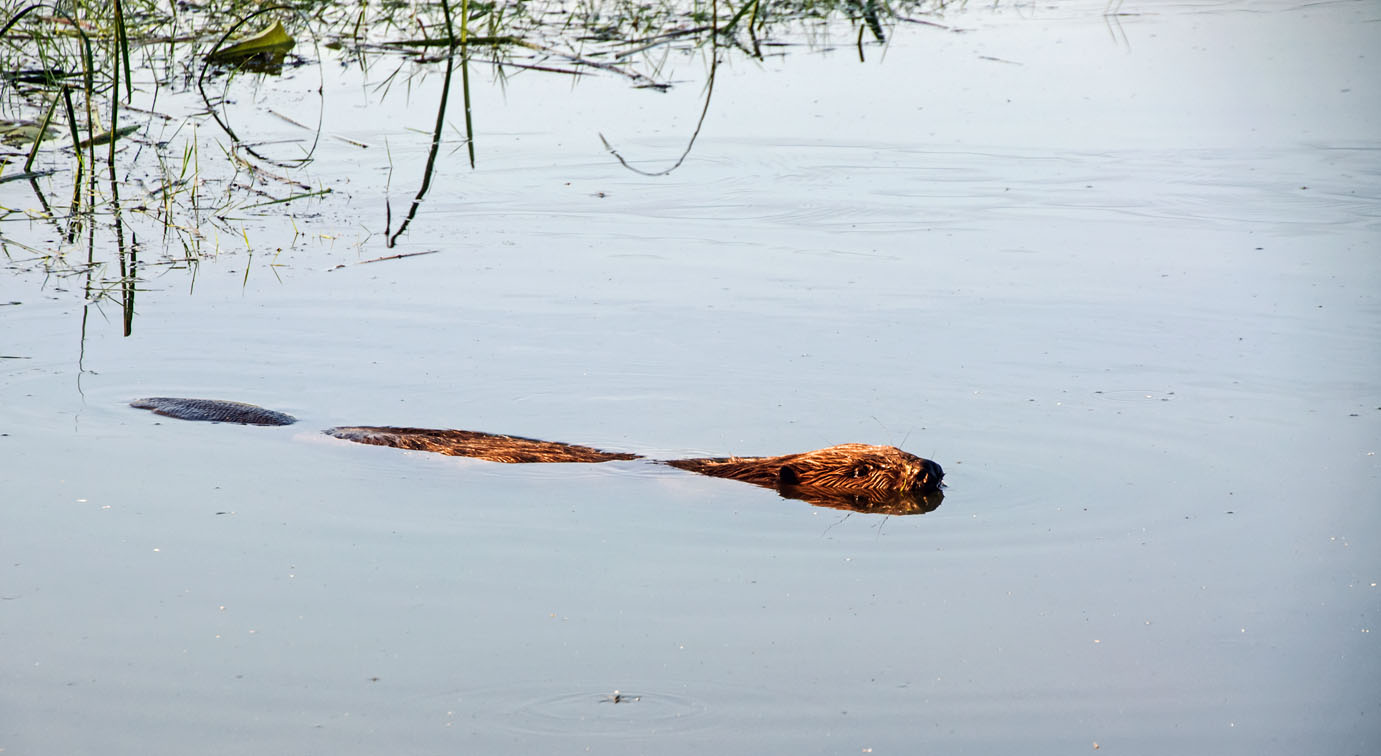
Biber bei Parey

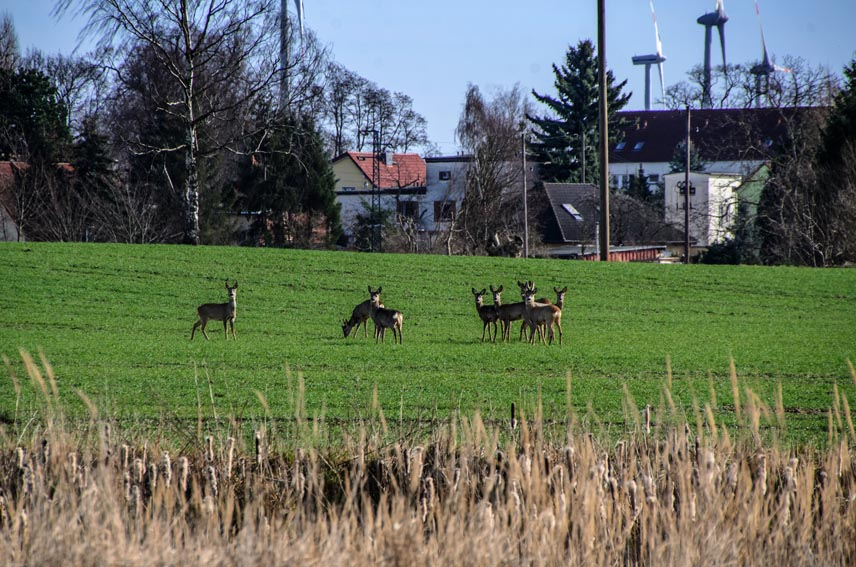
Reh Parey
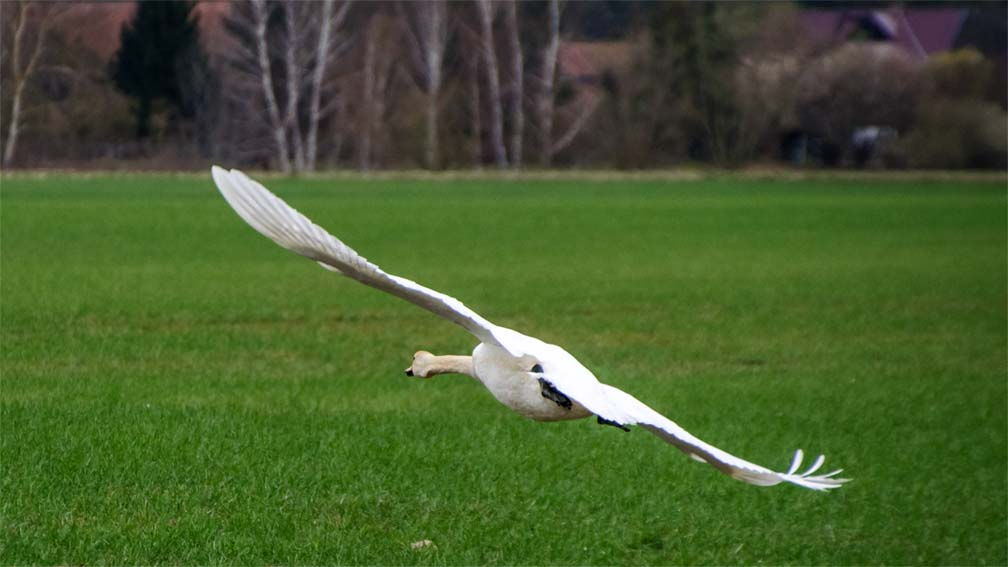
Höckerschwan Zerben
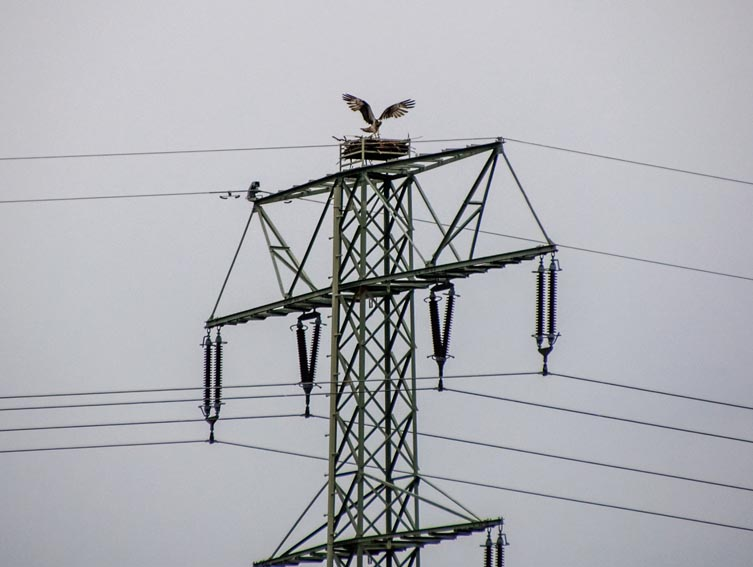
Fischadler Zerben

## Biosphärenreservat Mittelelbe Flora

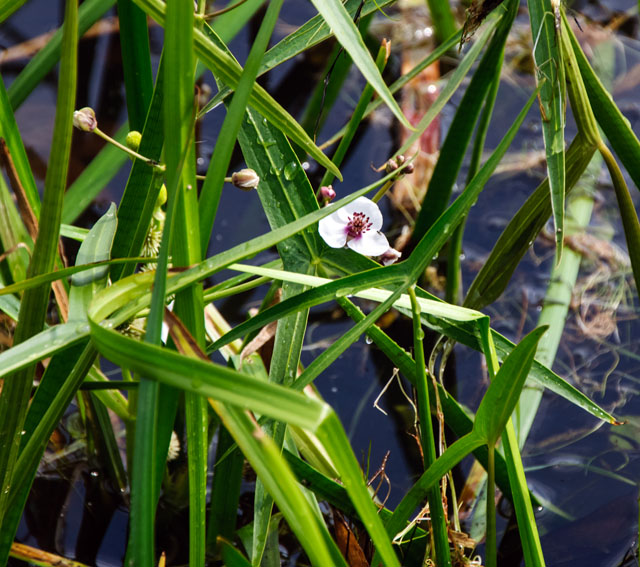
Pfeilkraut
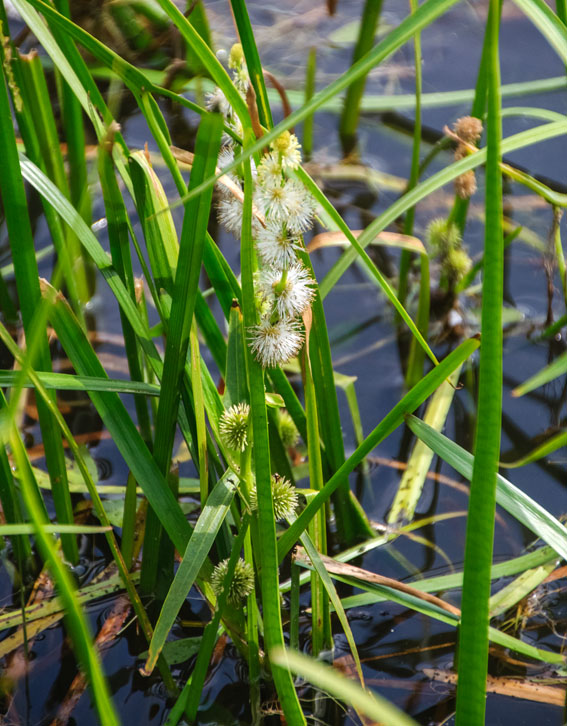
Einfacher Igelkolben
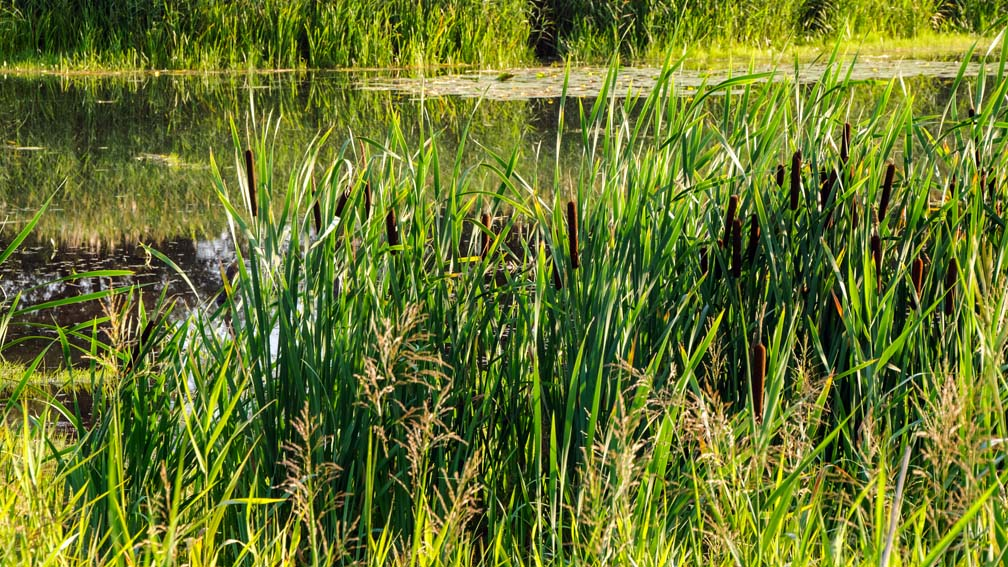
Breitblättriger Rohrkolben
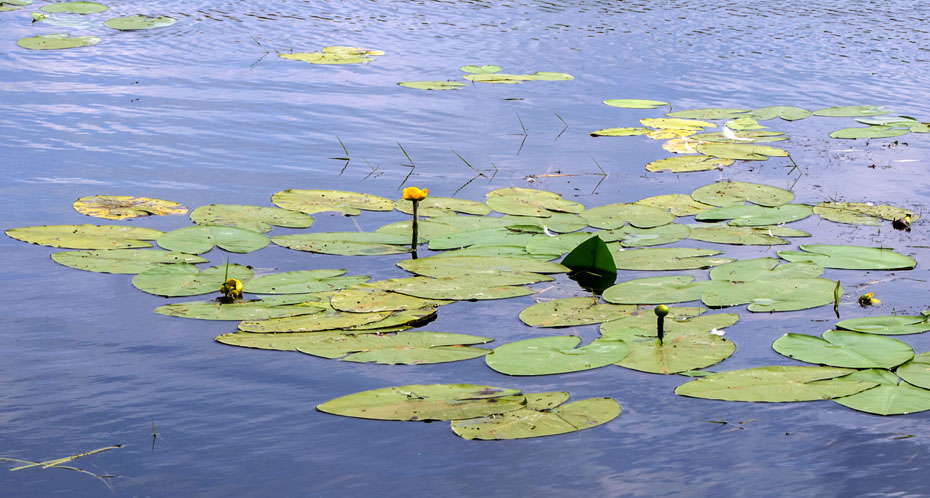
Gelbe Teichrose
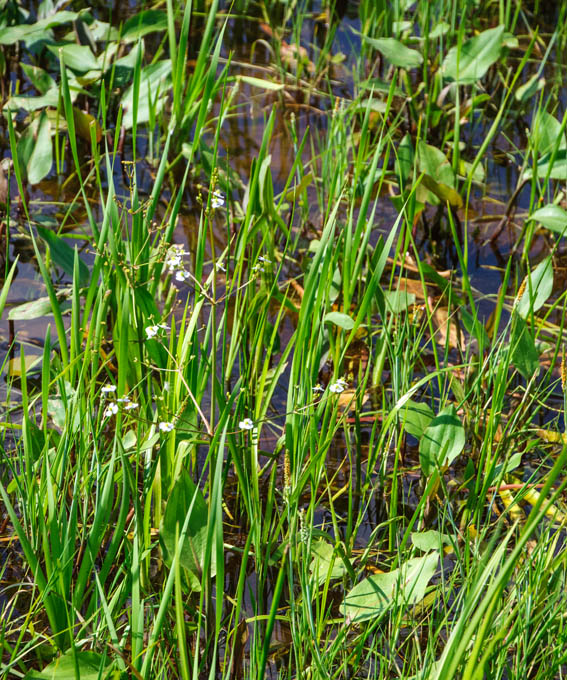
Froschlöffel
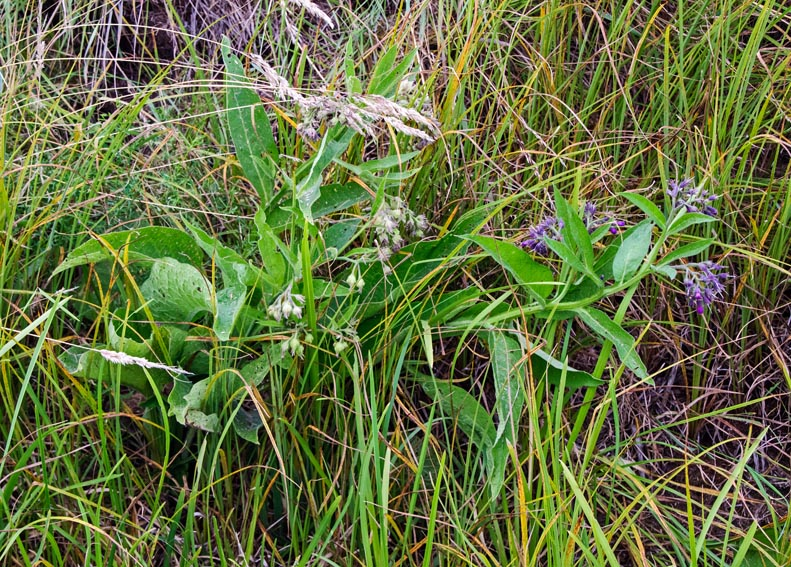
Echter Beinwell
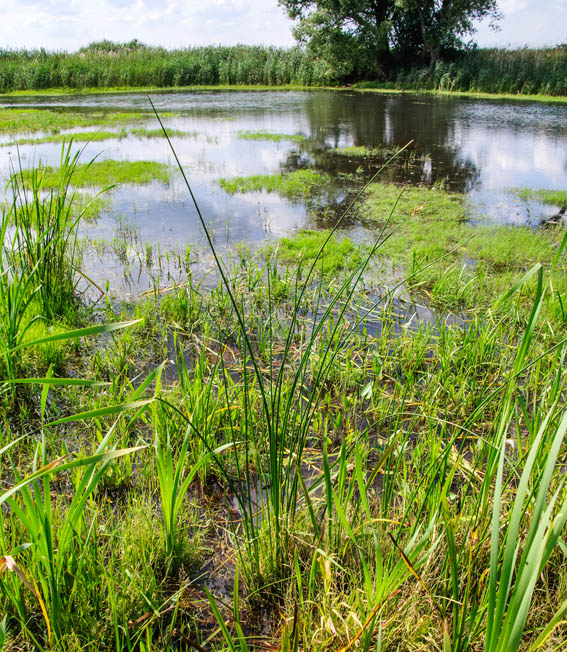
Teichbinsen
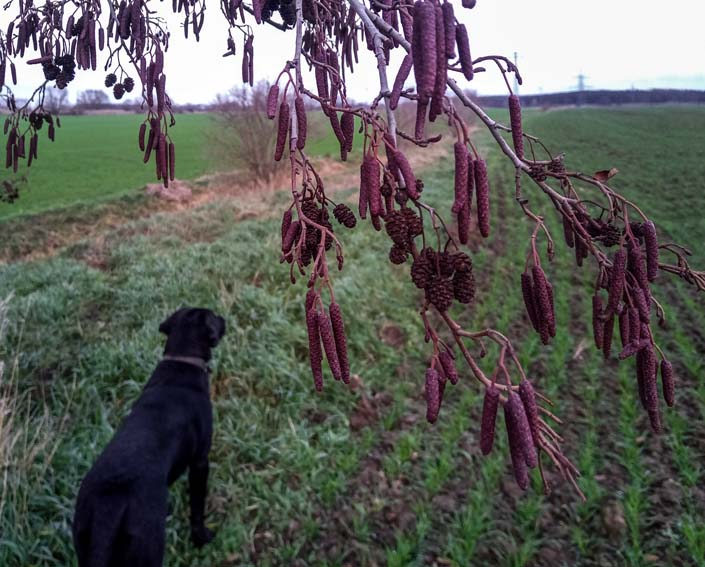
Schwarzerle

## Brücken und Stege
| Nummer | Ansicht | Detail | Ort                                     | Anmerkungen                                             | Befahrbarkeit | Lage   |
| ------ | ------- | ------ | --------------------------------------- | ------------------------------------------------------- | ------------- | ------ |
| 01     |         |        | Parchau / Parchauer See                 | Seedamm mit Waldweg                                     |               | Karten |
| 02     |         |        | Parchau / Parchauer See                 | Seedamm mit Straße                                      |               | Karten |
| 03     |         |        | Parchau / östlich vom See               | Abwasserleitung                                         |               | Karten |
| 04     |         |        | Parchau / östlich vom See               | Wehr mit Brücke                                         |               | Karten |
| 05     |         |        | Parchau / östlich vom Ort               | Feldweg (befestigt)                                     |               | Karten |
| 06     |         |        | Ihleburg / westlich                     | Fundament (Rest)                                        |               | Karten |
| 07     |         |        | Ihleburg / nordwestlich                 | Fußgängerbrücke                                         |               | Karten |
| 08     |         |        | Ihleburg / nördlich                     | Wehr mit Brücke                                         |               | Karten |
| 09     |         |        | Ihleburg / östlich vom Gehrendscher See | Wehr mit Brücke                                         |               | Karten |
| 10     |         |        | Zerben / westlich                       | Feldweg                                                 |               | Karten |
| 11     |         |        | Zerben / westlich                       | Fundament (Rest)                                        |               | Karten |
| 12     |         |        | Zerben / westlich                       | Fundament (Rest)                                        |               | Karten |
| 13     |         |        | Zerben / nordwestlich                   | Haberlandweg (Feldweg, befestigt)                       |               | Karten |
| 14     |         |        | Zerben / nördlich                       | Feldweg (befestigt)                                     |               | Karten |
| 15     |         |        | Zerben / nördlich                       | Betonplatte mit altem Hochsitz                          |               | Karten |
| 16     |         |        | Zerben / nördlich                       | Spundwandelement                                        |               | Karten |
| 17     |         |        | Zerben / nördlich                       | Spundwandelement                                        |               | Karten |
| 18     |         |        | Parey / südwestlich                     | Fußgängerbrücke                                         |               | Karten |
| 19     |         |        | Parey / westlich                        | Feldweg                                                 |               | Karten |
| 20     |         |        | Parey / westlich                        | Wehr mit Fußgängerbrücke                                |               | Karten |
| 20 A   |         |        | Parey / westlich                        | Angelsteg mit Rollstuhlrampe                            |               | Karten |
| 20 Ü   |         |        | Parey / westlich                        | Überlauf in Gladows Loch (Fließt nur bei Hochwasser)    |               | Karten |
| 21     |         |        | Parey / westlich                        | Fußgängerbrücke                                         |               | Karten |
| 22     |         |        | Parey / westlich                        | Feldweg                                                 |               | Karten |
| 23     |         |        | Parey / westlich                        | Feldweg (befestigt)                                     |               | Karten |
| 24     |         |        | Parey / westlich                        | Alte Bogenbrücke ohne Anbindung                         |               | Karten |
| 25 Neu |         |        | Parey / nordwestlich                    | Wehr mit Fußgängerbrücke                                |               | Karten |
| 25 Alt |         |        | Parey / nordwestlich                    | Wehr mit Fußgängerbrücke nach 2017 durch Neubau ersetzt |               | Karten |
| 26     |         |        | Parey / Bittkauer Weg (Straße)          | Brücke mit Wellstahl-Rohrdurchlass                      |               | Karten |

## Graben

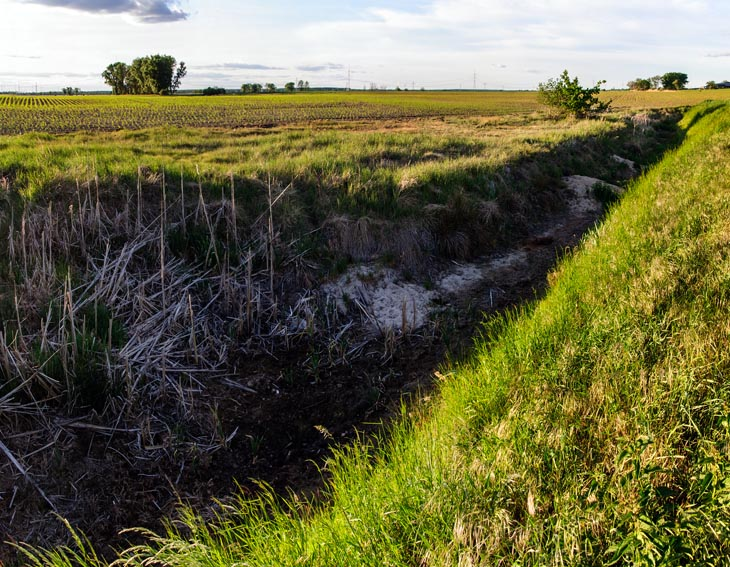
Die Böschung des trockenen Grabens ist unterhöhlt (Mai 2020)
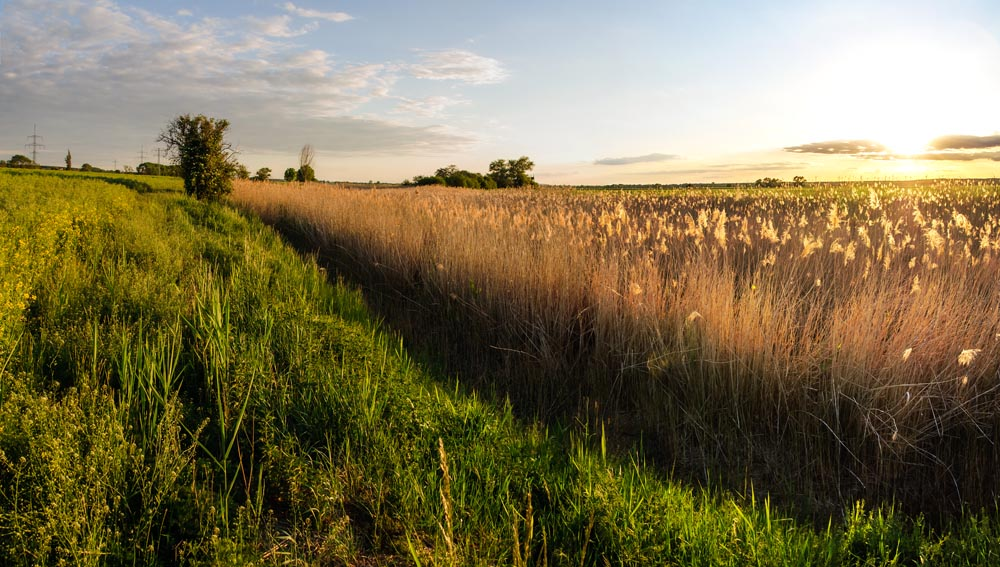
Schilfgürtel bei Zerben
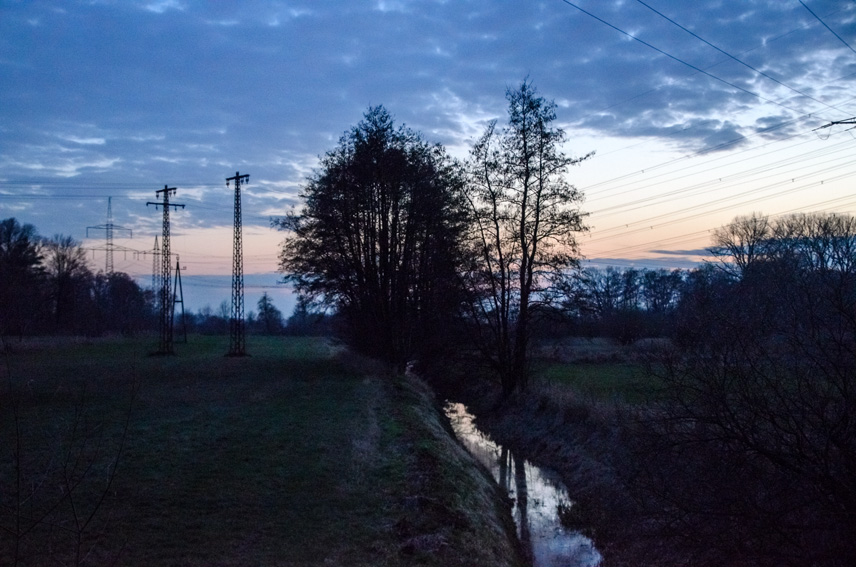
Im März 2017 führt der flache Graben noch Wasser
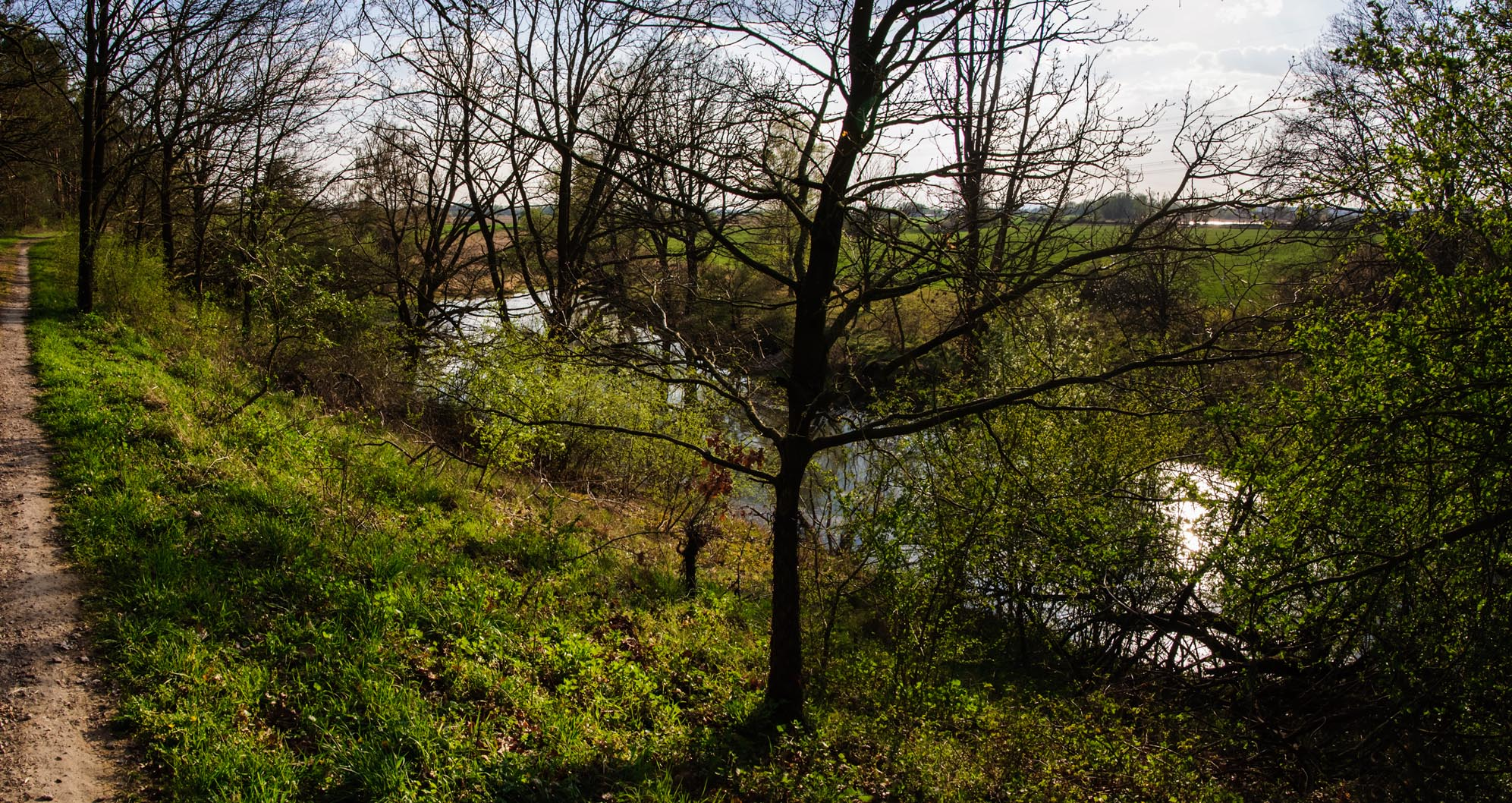
Blick vom Alten Deich zur Elbe
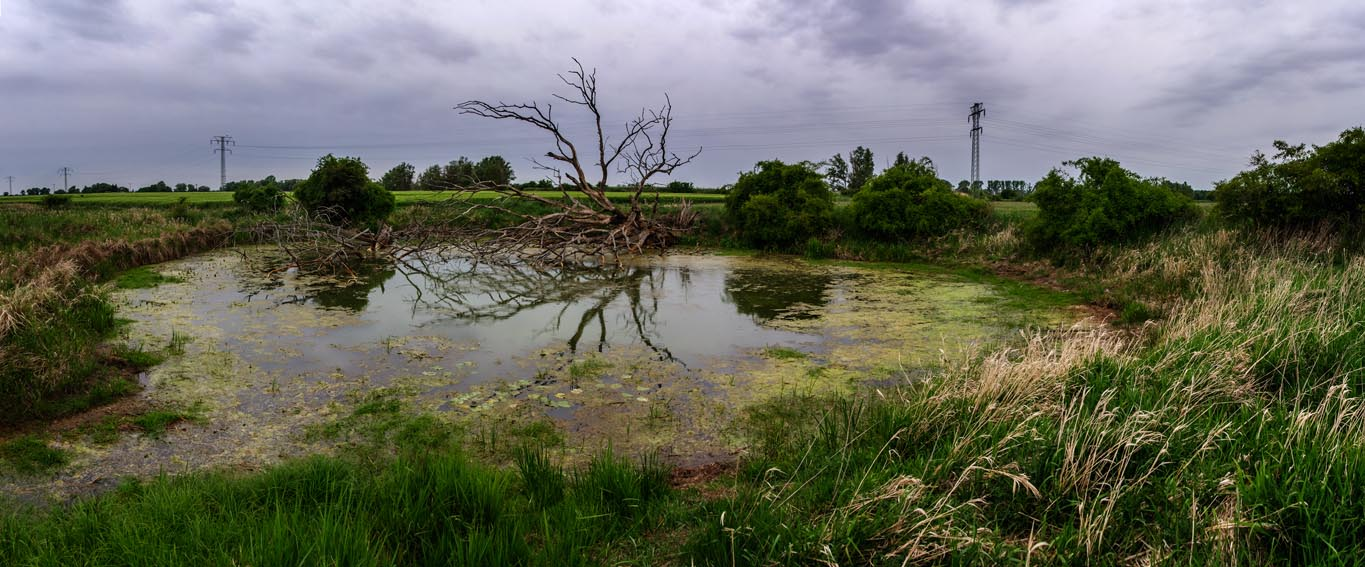
Altarm Zerben
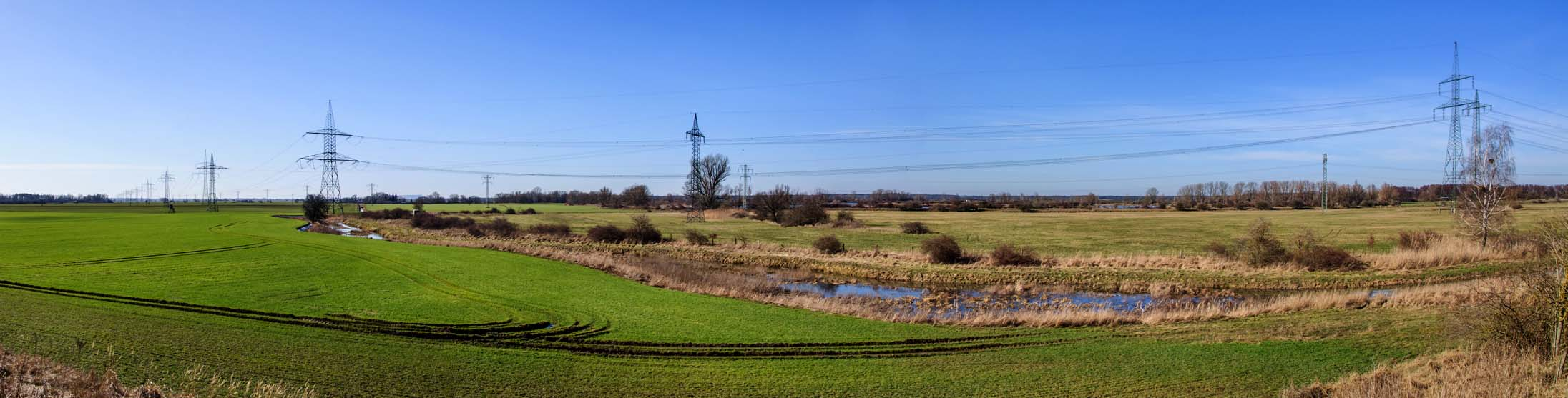
Februar 2021, bei Zerben